# Gynacantha odoneli
Gynacantha odoneli är en trollsländeart som beskrevs av Fraser 1922. Gynacantha odoneli ingår i släktet Gynacantha och familjen mosaiktrollsländor. IUCN kategoriserar arten globalt som otillräckligt studerad. Inga underarter finns listade i Catalogue of Life.